# Zagorje (Czarnogóra)
Zagorje (cyr. Загорје) – wieś w Czarnogórze, w gminie Berane. W 2011 roku liczyła 244 mieszkańców.